# アル＝マワシ
アル＝マワシ (アラビア語: المواصي、英語: Al-Mawasi、マワシ、アル・マワシ、モワシ、イル＝モワシ、モアシ、ムゥアシとも発音・表記される)  は、パレスチナ・ガザ地区の地中海に面した南海岸沿いの砂丘地帯に位置するパレスチナのベドウィンの村である。また、マワシはそこに住むベドウィン住民たちを指す名称でもある。幅は約1キロ、長さは約14キロあり、北はデイル・アル＝バラフから南はラファまで到達する細長い地区となっている。2005年のイスラエルのガザ地区からの撤退以前は、イスラエル人入植地のグーシュ・カティーフに囲まれ、パレスチナの飛び地であるガザ地区内のさらなる飛び地、つまり二重飛び地として存在し、さらには入植者たちによって村の周りに柵が張り巡らされたため、残りのガザ地区から切り離された形となり、村民の往来は厳しく制限されていた。パレスチナ中央統計局によると、2006年半ばの人口は1,409人だった。

## 地名の由来
灌漑の用水路へ水を供給するために掘られた淡水の貯水池をマシアと呼び、マシアの周りの土地はマワシと呼ばれた。オスマン帝国がこの地域を支配していた時代に、不毛な砂漠地帯で灌漑によって作物を育てるこの地域の人たちを、テュルク系の人々がモワシと呼んだことから固有名詞として使用されるようになり、その名が土地の固有名詞としても定着した。

## イスラエル人植民地に囲まれた時代
1967年の第三次中東戦争でイスラエルがガザ地区を占領すると、1968年にはイスラエル植民地がこの地域に建設され、マワシはグーシュ・カティーフ入植地に囲まれ、残りのガザ地区とは隔離されてしまった。さらにマワシは高い塀に囲まれてしまい、村とハーンユーニスを結ぶ道路にはイスラエル国防軍によってトゥーファ検問所が設けられ、人流も物流も厳しく制限された。50歳以下の男性は通行を禁止され、女性は通行を許されたものの、IDの居住地がマワシと記載された者のみが通行を許可された。ハーンユーニスで働いていた人々の殆どは通勤が不可能になった。通行許可の基準が度々変更されるため、通行者は時には生活必需品を持たないまま2週間以上も検問所で足止めに合う事もあった。またマワシに居住していない親類や知人は彼らを訪れることは出来なかった。物流も厳しく規制されたため、農産物と漁獲物を都市のハーンユーニスで販売をし生業を営んできた多くマワシ達にとっては大打撃となった。マワシ地区内の肉や牛乳は貴重品となり、ガラスや自動車部品の搬入は禁止された。電気の供給は一日5時間で、水道は1時間のみだった。この状態が2005年のイスラエルのガザ地区撤退まで続いた。

## 人道的ではない「人道地帯」安全ではない「安全地帯」
2023年パレスチナ・イスラエル戦争の際、イスラエル国防軍はアル＝マワシをガザ地区唯一の「人道地帯」または「安全地帯」と指定し、同地区の住民に「危険から逃れるため」にアル=マワシ地区に退避するよう勧告・命令をした。
しかし避難民がアル=マワシ地区到着すると、そこは海岸沿いゆえに砂の多い荒れ地で、インフラが全く存在せず、シェルター、食料、水、トイレや下水などの衛生設備などの人間が生活していく上でのごく基本的な環境や支援さえも欠く場所であることが判明した。援助団体はアル＝マワシには避難民の流入に対する備えがないことを事前に警告をしていた。人々は毎日片道1キロを歩いて飲料水を入手しなくてはならなかった。
2024年1月4日には、避難民が退避していたアル=マワシのテント・エリアがイスラエル国防軍により空爆され、14人が殺害された。その被害者の多くは子供だった。
同年2月21日には、国境なき医師団 (MFS) の職員たちが家族と共に避難していた同団体のアル=マワシの建物が、イスラエル国防軍の戦車から発せられた銃撃に遭い、職員の家族2人が殺害された。攻撃時には64人の職員と家族が建物内におり、6人が負傷者した。武力紛争下で保護される人道支援団体の建物だと判別できるよう、外壁にはMFSのロゴがはっきりと表示されていたほか、その位置情報はイスラエル国防軍へ提供されていた。
アル=マワシに避難した人々は、悲惨な状況を第二のナクバやナクバより悲惨だと表現した。